# Eisothistos macrurus
Eisothistos macrurus là một loài chân đều trong họ Expanathuridae. Loài này được Wägele miêu tả khoa học năm 1979.